# Mioquimia
La mioquimia es un temblor involuntario, espontáneo y localizado de unos pocos músculos o de haces dentro de un músculo, pero que son insuficientes para mover una articulación . Un tipo es la mioquimia oblicua superior.
El término mioquimia se utiliza comúnmente para describir una contracción involuntaria del músculo del párpado, que generalmente afecta al párpado inferior, y con menor frecuencia, al párpado superior . Puede aparecer en cualquier persona y generalmente comienza y desaparece sin intervención. Sin embargo, algunas veces puede durar hasta tres semanas o más. Dado que generalmente se resuelve por sí sola, los profesionales médicos no la consideran grave ni motivo de preocupación.
Por el contrario, la mioquimia facial es una fina ondulación de los músculos en un lado de la cara y puede ser síntoma de un tumor en el tronco encefálico (normalmente un glioma del tronco encefálico ), una pérdida de mielina en el tronco encefálico (asociada con la esclerosis múltiple ) o la etapa de recuperación del síndrome de Miller-Fisher, una variante del síndrome de Guillain-Barré, una polineuropatía inflamatoria que puede afectar el nervio facial.
En la neuromiotonía puede producirse mioquimia en partes del cuerpo con ninguna conexión entre sí.

## Causas
Los factores contribuyentes frecuentes incluyen: demasiada cafeína, altos niveles de ansiedad , fatiga , deshidratación , estrés , exceso de trabajo y falta de sueño. El uso de ciertos medicamentos [cita requerida] o alcohol también pueden ser factores,al igual que la deficiencia de magnesio . También se puede observar en pacientes con esclerosis múltiple .

## Etimología
Él origen etimológico del término serían las palabras del griego antiguo -mŷs – "músculo", + kŷm, -kŷmia – "algo hinchado" o -kŷmos – "ola". 

## Tratamiento
Muchos doctores recomiendan un tratamiento que mezcla compresas tibias aplicadas en los ojos (para aliviar la tensión muscular, relajar los músculos y reducir la hinchazón), con una pequeña dosis de antihistamínico (para reducir cualquier hinchazón que pueda ser causada por una reacción alérgica), reposo, y una disminución en el nivel de exposición a pantallas de computadora, televisores, teléfonos móviles o cualquier otro tipo de iluminación intensa (para permitir que los músculos descansen) y controlar el consumo de cafeína (demasiada cafeína puede causar una reacción adversa como espasmos en los ojos, no obstante, una dosis controlada puede servir como un tratamiento eficaz al aumentar el flujo sanguíneo).